# Gennes-sur-Glaize
Pour les articles homonymes, voir Gennes.
Gennes-sur-Glaize est une commune déléguée française, située dans le département de la Mayenne en région Pays de la Loire, peuplée de 1 009 habitants. Depuis le 1er janvier 2019, Gennes-sur-Glaize est le siège de la commune nouvelle de Gennes-Longuefuye né de la fusion avec Longuefuye.
La commune fait partie de la province historique de l'Anjou (Haut-Anjou).

## Géographie
La commune est située dans le Sud-Mayenne.

## Toponymie
Le gentilé est Gennois.

## Histoire
La commune faisait partie de la sénéchaussée angevine de Château-Gontier dépendante de la sénéchaussée principale d'Angers depuis le Moyen Âge jusqu'à la Révolution française. 
En 1790, lors de la création des départements français, une partie de Haut-Anjou a formé le sud du département de la Mayenne, région appelée aujourd’hui Mayenne angevine.
Le 1er janvier 2019, la commune fusionne avec Longuefuye pour former la commune nouvelle de Gennes-Longuefuye dont la création est actée par un arrêté préfectoral du 14 novembre 2018.

## Politique et administration

### Administration actuelle
Depuis le 1er janvier 2019 Gennes-sur-Glaize constitue une commune déléguée au sein de la commune nouvelle de Gennes-Longuefuye, et dispose d'un maire délégué. 
| Période      | Période  | Identité      | Étiquette | Qualité |
| ------------ | -------- | ------------- | --------- | ------- |
| janvier 2019 | En cours | Michel Giraud |           |         |

### Administration ancienne
| Période      | Période       | Identité                | Étiquette | Qualité     |
| ------------ | ------------- | ----------------------- | --------- | ----------- |
| (avant 1988) | mars 2001     | Michel de la Théardière | DVD       |             |
| mars 2001    | décembre 2018 | Michel Giraud           |           | Agriculteur |

## Démographie
En 2021, la commune comptait 1 009 habitants. Depuis 2004, les enquêtes de recensement dans les communes de moins de 10 000 habitants ont lieu tous les cinq ans (en 2007, 2012, 2017, etc. pour Gennes-sur-Glaize) et les chiffres de population municipale légale des autres années sont des estimations.
| 1793  | 1800  | 1806  | 1821  | 1831  | 1836  | 1841  | 1846  | 1851  |
| ----- | ----- | ----- | ----- | ----- | ----- | ----- | ----- | ----- |
| 1 200 | 1 100 | 1 176 | 1 216 | 1 324 | 1 277 | 1 280 | 1 300 | 1 315 |

| 1856  | 1861  | 1866  | 1872  | 1876  | 1881  | 1886  | 1891  | 1896  |
| ----- | ----- | ----- | ----- | ----- | ----- | ----- | ----- | ----- |
| 1 268 | 1 203 | 1 183 | 1 121 | 1 137 | 1 097 | 1 065 | 1 140 | 1 101 |

| 1901  | 1906  | 1911  | 1921 | 1926 | 1931 | 1936 | 1946 | 1954 |
| ----- | ----- | ----- | ---- | ---- | ---- | ---- | ---- | ---- |
| 1 032 | 1 009 | 1 079 | 919  | 858  | 784  | 787  | 848  | 834  |

| 1962 | 1968 | 1975 | 1982 | 1990 | 1999 | 2007 | 2011 | 2016 |
| ---- | ---- | ---- | ---- | ---- | ---- | ---- | ---- | ---- |
| 800  | 743  | 801  | 759  | 739  | 790  | 958  | 987  | 991  |

| 2019  | - | - | - | - | - | - | - | - |
| ----- | - | - | - | - | - | - | - | - |
| 1 008 | - | - | - | - | - | - | - | - |

## Lieux et monuments
- Église Sainte-Opportune.
- Mairie.
- Réplique de la grotte de Lourdes (à l'entrée du château de la Touchasse).

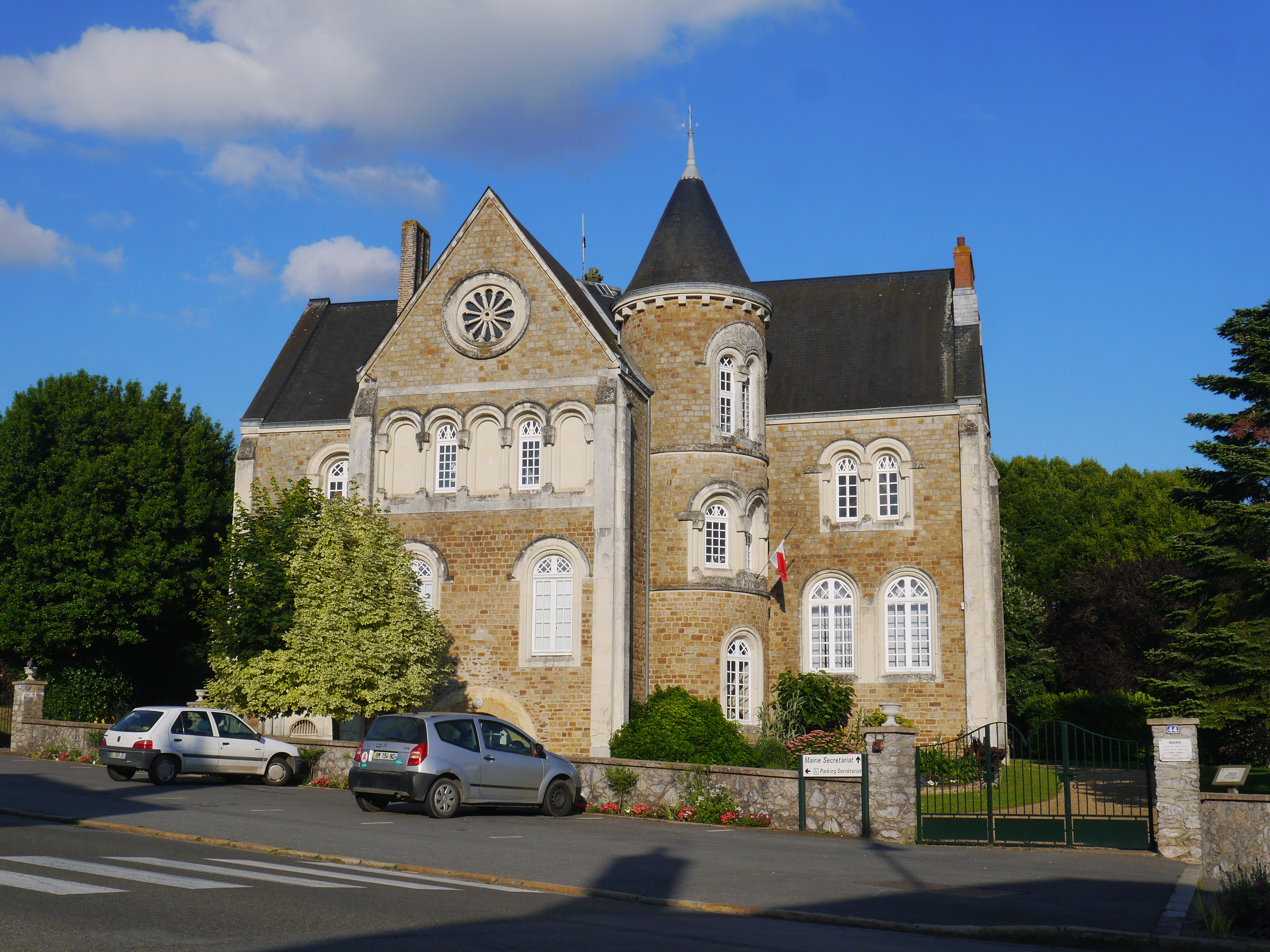
La mairie.
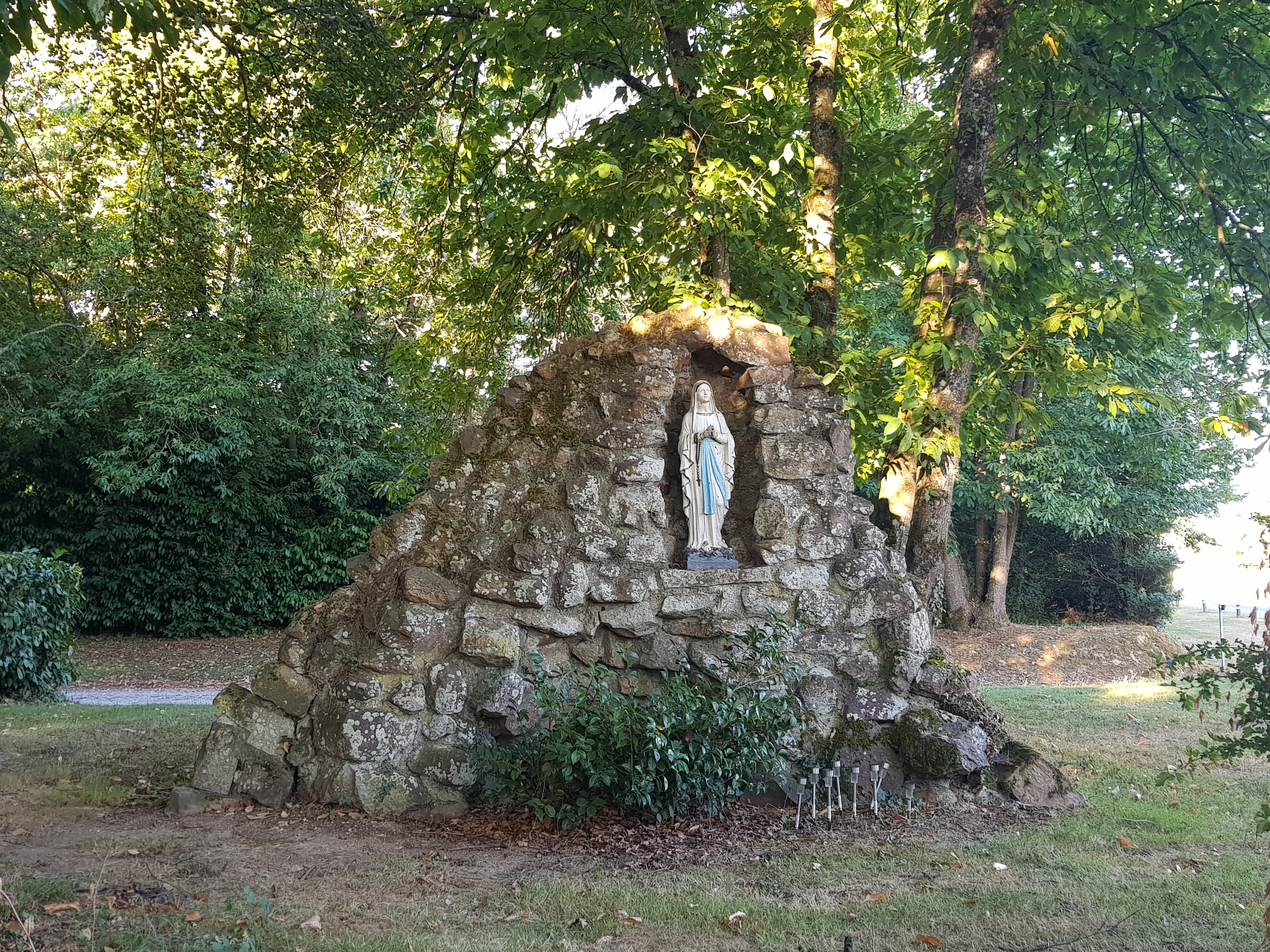
Réplique de la grotte de Lourdes.

## Personnalités liées à la commune
- François-Pierre-Marie-Anne Paigis (1760-1855), médecin à Gennes et homme politique ;
- Dennis Chamberlain (1922-1944), Second lieutenant, aviateur sur P-38, pilote du 474th Fighter Group, 429th Fighter Squadron, mort en combat aérien le 3 août 1944. Une rue et un monument à Gennes-sur-Glaize rappellent son souvenir.